# Henning Rathjen

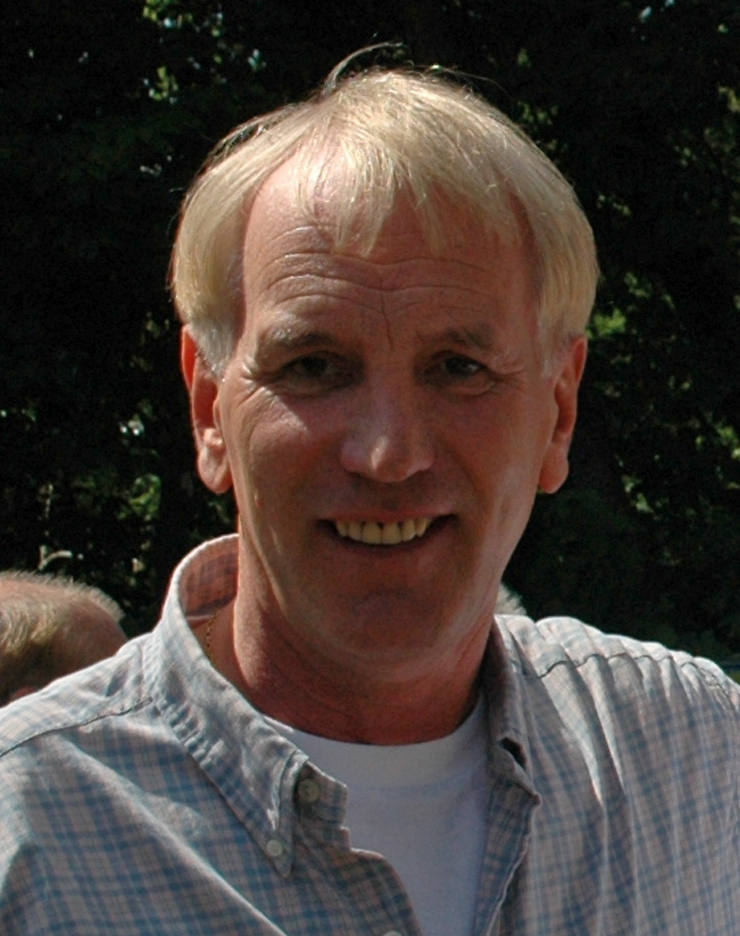
Henning Rathjen (2007)

Henning Rathjen (* 1. Dezember 1948 in Homfeld, heute ein Ortsteil von Aukrug) ist ein deutscher Trabrennfahrer, Pferdetrainer und -züchter. In seiner Karriere als Trabrennfahrer erzielte er 5.652 Rennsiege.

## Leben
Henning Rathjen absolvierte eine Ausbildung zum Landwirtschafts-Gehilfen, bevor seine Laufbahn im Trabrennsport 1970 als Berufsfahrer bei Peter Kwiet in Berlin-Mariendorf begann. Zu seinen größten Erfolgen zählen unter anderem das zweifache deutsche Vize-Championat, der achtzehnfache norddeutsche Titelgewinn sowie zahlreiche Siege und Platzierungen bei internationalen Wettbewerben. Ende September 1987 wurde Rathjen von einem Rennausschuss zu einem dreimonatigen Fahrverbot und zu einer Geldstrafe von 5000 D-Mark verurteilt, nachdem bei seinem Pferd im Anschluss an ein Rennen in einer Dopingprobe ein verbotener Stoff entdeckt worden war. Rathjen legte Berufung ein und beteuerte, lediglich die Anweisungen eines Tierarztes befolgt zu haben. Im Juni 1988 wurde Rathjen in dem Fall von einem Schiedsgericht letztinstanzlich freigesprochen.
Er lebt in Aukrug-Homfeld, ist in zweiter Ehe verheiratet und hat zwei Kinder. Seit dem Ende seiner aktiven Karriere betreibt er im Naturpark Aukrug ein Gestüt und einen Ferien-Traberhof.